# Římskokatolická farnost Dobešov
Římskokatolická farnost Dobešov je farnost římskokatolické církve v děkanátu Bílovec ostravsko-opavské diecéze.
Farním kostelem je kostel svatého Mikuláše v Dobešově, postavený v novorománském stylu (1854–1855) na místě staršího.

## Historie
Vesnice Dobešov patřila od středověku k farnost Odry. Zřejmě za Jeronýma z Lideřova (panství Odry vlastnil v letech 1470–1515) byl v Dobešově postaven filiální kostel svatého Martina, dřevěný, později částečně cihlový. První vlna zakládání nových farnosti za panování Josefa II. se Dobešovu vyhnula, ale poté, co roku 1806 byla zřízena lokální kuracie v blízkém Veselí, žádali místní občané rovněž o zřízení samostatné duchovní správy již roku 1807, krajský úřad však jejich žádost zamítl. Poté, co byl starý kostel nahrazen zděnou novostavbou a svůj dům a statek církvi na zřízení fary odkázala Magdalena Wolfová, byla konečně roku 1867 zřízena v Dobešově samostatná farnost.
Patronát k farnosti nebyl zřízen, byla osazována volně arcibiskupem (tzv. liberae collationis).
V roce 1930 žilo ve farnosti 409 obyvatel, z čehož 405 (99 %) se přihlásilo k římskokatolickému vyznání.
Farnost Dobešov zahrnovala pouze vesnici Dobešov a patřila od svého zřízení roku 1867 do roku 1962 k děkanátu Odry, od reorganizace církevní správy k 1. lednu 1963 patří k děkanátu Bílovec. Do roku 1996 byla součástí arcidiecéze olomoucké, od uvedeného roku pak nově vytvořené diecéze ostravsko-opavské.
Od druhé světové války a odsunu původních obyvatel je farnost převážně spravována excurrendo. Od roku 2010 (s výjimkou let 2014-2020) farnost spravuje oderský farář a bílovecký místoděkan P. Mgr. Petr Kuník.

## Bohoslužby
| Kostel                  | Místo   | Bohoslužba (den)                      | Hodina     | Poznámka     |
| ----------------------- | ------- | ------------------------------------- | ---------- | ------------ |
| kostel svatého Mikuláše | Dobešov | sobota (co 14 dní) neděle (co 14 dní) | 17.00 9.30 | farní kostel |